# Пегая славка
Пегая славка (лат. Curruca leucomelaena) — вид птиц из семейства славковых. Обитают в засушливых саваннах, в кустарниковых и акациевых местностях, на высоте от 250 до 1900 метров над уровнем моря. Длина тела птиц около 16 см. Песня птиц, это громкая мелодичная трель; вне сезона гнездования птицы довольно молчаливы. Позывка — громкий «чак».
Известно четыре подвида:
- Curruca leucomelaena blanfordi — от юго-востока Египта (Гебель-Эльба) южнее через побережье до юго-востока Эритреи[5];
- Curruca leucomelaena leucomelaena — от северо-запада Саудовской Аравии (Табук и Хайбар) до юга Йемена, и от Йемена восточнее до Дофара (Оман)[5];
- Curruca leucomelaena negevensis — Арава, на израильско-иорданской границе[5];
- Curruca leucomelaena somaliensis — Джибути и север Сомали[5].